# Dualizm gospodarczy
Dualizm gospodarczy – dwutorowy rozwój gospodarczy; w nowożytnej Europie polegał na powstaniu w krajach leżących na wschód od Łaby gospodarki folwarczno-pańszczyźnianej (rolnictwo ekstensywne), a na zachód początków gospodarki kapitalistycznej (rolnictwo intensywne). Proces ten rozpoczął się w XVI w.

## Przyczyny[3]
- wielkie odkrycia geograficzne
- rezygnacja ze służby rycerskiej na rzecz wojsk zaciężnych
- pierwsza w dziejach nowożytnej Europy rewolucja cen (inflacja), spowodowana napływem szlachetnych kruszców a tym samym spadek realnej wartości pieniądza
- dążenia szlachty do zwiększenia swoich dochodów, w Europie po zachodniej stronie Łaby poprzez zmniejszenie pańszczyzny i zawierania dzierżaw krótkoterminowych, natomiast w Europie na wschód od rzeki poprzez powiększanie folwarków, tym samym odbierając ziemie chłopom.